# Kosj (ort i Armenien)
Kosj (armeniska: Կոշ) är en ort i Armenien. Den ligger i provinsen Aragatsotn, i den västra delen av landet, 30 kilometer väster om huvudstaden Jerevan. Kosj ligger 1 224 meter över havet och antalet invånare är 2 581.
Terrängen runt Kosj är varierad, och sluttar söderut. Runt Koshj är det ganska tätbefolkat, med 248 invånare per kvadratkilometer. Närmaste större samhälle är Asjtarak, 17,5 kilometer öster om Kosj. 
Trakten runt Kosj består i huvudsak av gräsmarker.